# Artabotrys taynguyenensis
Artabotrys taynguyenensis este o specie de plante angiosperme din genul Artabotrys, familia Annonaceae, descrisă de Nguyên Tiên Bân. Conform Catalogue of Life specia Artabotrys taynguyenensis nu are subspecii cunoscute.